# 王连生
王连生（1948年—），汉族，中华人民共和国政治人物、第十一届全国政协委员。
加入中国共产党，担任中央电视台时政部主任。2008年，当选第十一届全国政协委员，代表新闻出版界，分入第四十四组。并担任文史和学习委员会专委。